# Jens Christian Skou
Jens Christian Skou, född 8 oktober 1918 i Lemvig, död 28 maj 2018 i Risskov i Århus, var en dansk kemist och läkare som mottog Nobelpriset i kemi år 1997. Han tilldelades priset för "det först upptäckta jontransporterande enzymet Na+,K+-ATPas ". Han tilldelades halva prissumman, den andra halvan delades av amerikanen Paul D. Boyer och engelsmannen John E. Walker.
Han fick sin medicinska utbildning vid Köpenhamns universitet. Skou disputerade 1954 vid Aarhus universitet för medicine doktorsgrad och blev där 1963 utnämnd till professor i fysiologi. 1977 utnämndes han till professor i biofysik vid samma lärosäte. Skou var ledamot av den danska vetenskapsakademien Det Kongelige Danske Videnskabernes Selskab.

## Forskning
ATP (adenosintrifosfat) fungerar som energitransportör hos alla levande organismer från bakterier och svampar till växter och djur inklusive människor. ATP fångar upp den kemiska energi, som erhålls vid förbränning av födoämnen och överför den till reaktioner, som fordrar tillförsel av energi. ATP är uppbyggt av nukleosiden adenosin kopplad till tre fosfatgrupper i rad. Vid avspjälkning av den yttersta fosfatgruppen bildas adenosindifosfat (ADP) samtidigt som den frigjorda energin kan tas om hand för andra reaktioner.
Redan på 1920-talet var det känt att jonsammansättningen inuti levande celler är annorlunda än i omgivningen. Inuti cellerna är natriumkoncentrationen lägre och kaliumkoncentrationen högre än i vätskan utanför. Genom engelsmännen Richard Keynes och Alan L. Hodgkin (Hodgkin fick Nobelpris 1963) arbeten i början av 1950-talet blev det känt att vid en nervretning strömmar natriumjoner in i nervcellen. Skillnaden i koncentration återställs genom att natrium på nytt transporteras ut. Att denna transport fordrade ATP var sannolikt eftersom man kunde hämma den i den levande cellen genom att hämma ATP-bildningen.
Med detta som utgångspunkt började Jens C. Skou söka efter ett ATP-nedbrytande enzym i nervmembran, som kunde kopplas till jontransport och 1957 publicerade han den första artikeln om ett ATPas, som aktiveras av natrium- och kaliumjoner (Na+, K+-ATPas). Han var den förste som beskrev ett enzym som kan ge en riktad (vektoriell) transport av substanser över ett cellmembran, en fundamental egenskap hos varje levande cell. Sedan har man påvisat en mångfald enzymer med principiellt liknande verkan.